# ヤラアーンドゥー
ヤラアーンドゥー（Yaraandoo, Yaraändoo, Yaraan-doo; 「白いガムトリー（⇒ユーカリの木）のある所」を意味する）は、オーストラリア・アボリジニの神話の一つにおいて南十字星を指す言葉。
アボリジニの伝承として、以下のような話が伝わっている。
原初の頃、天空の王バイアメが地上に居た時、2人の男と1人の女を創造した。バイアメは彼らに食べられる植物について教え、地上を去った。
しばらくして、旱魃が発生し、彼らは飢え始めた。男のうちの1人と女は動物を狩って殺し、その肉を食べて空腹を満たした。もう一人の男は肉を食べることを固辞し、2人の元を去った。2人は彼を追いかけた。
彼は飢えにより、白いユーカリの木（Yaraän ヤラアーン）の下で倒れた。すると、2人は彼の傍に燃えるような2つの眼を持った黒い人影を見た。それは死の精霊ヨウィー (Yowi) であった。人影は彼の死体を木の洞に落とし入れた。木は大地を離れ、天空へと飛び上がって行った。また2羽のバタンインコ (Mooyi ムーイー) がそれを追って行くのが見えた。
天空に上がった木は、天空の神々が住まう地に繋がる天の川 (Warrambool ワーランブール) の近くに根を下ろした。静寂が訪れ、木はしだいに見えなくなっていった。残された2人に見えるのは、4つの燃えるような眼だけであった。2つは死の精霊の眼であり、残りの2つは死んだ男の眼である。これが今の南十字星であり、ヤラアーンドゥー（白いユーカリの木のある所）と呼ばれている。また2羽のバタンインコは南の指極星（ケンタウルス座α星・β星）となり、ムーイーと呼ばれている。またこれが人間の死の起源であるという。